# عبدالعاطف بکیر
عبدالعاطف بکیر (انگلیسی: Abdel Atif Bakir؛ زادهٔ ۱۸ مهٔ ۱۹۵۷) بازیکن هندبال اهل الجزایر بود.